# Thomas Wilson Barnes
Pour les articles homonymes, voir Barnes.
Thomas Wilson Barnes (né en 1825, mort en 1874) était un maître d'échecs anglais qui fut un des meilleurs joueurs britanniques à l'époque de la visite de Paul Morphy au Royaume-Uni en 1858.

## Carrière
Barnes a eu l'un des meilleurs résultats face à Morphy durant la brève visite de ce dernier en Europe. Il fut vaincu à l'issue de plusieurs rencontres amicales (+7 -19 = 1), mais il fut le seul joueur à gagner sept parties contre le champion américain.
Lors du tournoi de Londres de 1862, le seul auquel il ait participé, il se classa 7e-8e derrière Serafino Dubois et Wilhelm Steinitz. Il gagna contre Joseph Henry Blackburne, Augustus Mongrédien mais perdit face à Dubois et Steinitz.

## Ouvertures
Une variante de la partie espagnole appelée la défense Barnes porte son nom : 1. e4 e5 2. Cf3 Cc6 3. Fb5 g6?! (Elle est également connue sous le nom de défense Smyslov). Une variante beaucoup plus douteuse porte aussi son nom, la défense Barnes : 1.e4 f6, qu'il joua contre Anderssen et Morphy, matant ce dernier. L'ouverture Barnes, 1. f3, porte également son nom.
De très forte corpulence, il fit un régime massif à l'issue duquel il perdit 50 kg en dix mois mais cela lui fut fatal puisqu'il mourut en 1874 à l'âge de 49 ans.

## Sources
- (en)/(it) Cet article est partiellement ou en totalité issu des articles intitulés en anglais « Thomas Wilson Barnes » (voir la liste des auteurs) et en italien « Thomas Wilson Barnes » (voir la liste des auteurs).